# Jequetepeque
Jequetepeque je řeka v Peru. Měří 161 km a její povodí má rozlohu 4 372 km². Pramení 25 km od Cajamarcy v Západní Kordilleře v nadmořské výšce 4188 m a vlévá se do Tichého oceánu nedaleko města Pacasmayo. Řeka na svém toku vystřídá pět názvů: Río Huacraruco, Río San Juan, Río Magdalena, Río Chilete a Río Jequetepeque. Protéká městy Pacanga a Chepén, nejvýznamnějším přítokem je Puclush. Průtok silně kolísá v závislosti na ročním období, nejvyšší je od ledna do dubna a nejnižší od června do září. V letech 1981 až 1988 byla na řece postavena přehrada Gallito Ciego, využívaná k zavlažování i k výrobě elektrické energie. V údolí řeky Jequetepeque se pěstuje rýže. Oblast byla střediskem předkolumbovských kultur Moche a Chimú, nachází se zde archeologická lokalita Pakatnamú.